# Битва при Ваньцзялине
Битва при Ваньцзялине, в китайской литературе известное как Победа при Ваньцзялине (кит. трад. 萬家嶺大捷, упр. 万家岭大捷, пиньинь Wànjīalîng Dàjíe), — сражение японо-китайской войны, которое произошло 1-11 октября 1938 года во время боёв за Ухань. Закончилось полной победой китайских войск.

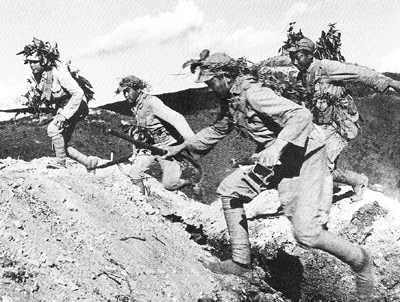
Атака китайских войск во время Битвы при Ваньцзялине

## Силы сторон
В битве при Ваньцзялине со стороны Китая приняли участие 4-я армия, элитная 74-я армия, 66-я армия, 187-я дивизия, 13-я дивизия, 142-я дивизия, 60-я дивизия, 6-я дивизия, находящаяся в резерве, 19-я дивизия, бригада 139-й дивизии и 15-я дивизия; общая численность китайских войск составила 100 000 человек. Командующим войсками в сражении был У Цивэй. Общее командование осуществлял командующий 9-м военным округом Сюэ Юэ.
Со стороны Японии в сражении принимала участие 106-я дивизия, находящаяся под командованием генерал-лейтенанта Дзюнрокуро Мацуура. В составе 106-й дивизии в сражении принимали участие 111-й пехотный батальон (113-й и 114-й пехотные полки) и 136-я дивизия (123-й и 145-й пехотные полки), а также полки кавалерии, артиллерийские полки, полки инженерных войск и транспортные полки. 106-я дивизия была подкреплена 9-й, 27-й и 101-й дивизиями.

## Ход сражения
Согласно плану, 106-я японская дивизия должна была захватить регион Ваньцзялин с целью отрезать сообщение между частями китайской армии в Нансуне и Вунине. О плане узнал китайский военачальник Сюэ Юэ, благодаря чему 106-я японская дивизия была окружена. В июле 1938 года отряд японских войск вышел на запад вдоль реки Янцзы, а 10 августа высадился в порту Жуйчан  к северу-востока от Жуйчана для атаки.
20 августа 1938 года  высадилась 101-я японская дивизия. На следующий день она прорвала линию обороны Ван Цзинцзю 25-й армии, атаковала Синцзы и, скоординировавшись с 106-й дивизией, попыталась захватить Дэн и Наньчан. В начале сентября под Ваньцзялин были переброшены 9-я и 27-я японские дивизии, но, опять таки, столкнувшись при наступлении с сильным сопротивлением, они не смогли продвинуться вперёд В конце сентября японская армия вошла вглубь района Ванцзялин к западу от Дэна. 24 сентября японцам удалось прорваться в западном направлении, но позже их удар был отражён 4-й и 74-й китайскими армиями и дивизия была вновь окружена. Отчаянно пытаясь вызволить из окружения 106-ю дивизию, японские ВВС предприняли крупную бомбардировку зажигательными бомбами, в результате которой погибло большое число китайцев.
7 октября китайцы произвели финальную атаку, в результате которой японцы были полностью разгромлены. Японские генералы были эвакуированы транспортными самолётами. Два с половиной месяца длившаяся битва при Ваньцзялине закончилась решительной победой китайцев. Окончание сражения совпало с национальным праздником Китая, ежегодно отмечавшимся 10 октября.
Первоначальная численность 101-й и 106-й японских дивизий составляла 30 000 человек, однако, почти все они были убиты, бежать удалось лишь 1 700 из них. 13 октября 1938 года китайские войска были отведены из района боевых действий. Победа в битве при Ваньцзялине была важной победой китайцев, в этом сражении впервые полностью была уничтожена японская дивизия.

### Применение химического оружия
Японская армия использовала самолеты для сброса бомб с горничным газом, что привело к загрязнению воды и растительности Ванцзялинга и отравлению местных жителей. Японские ученые скептически относятся к тому, применяли ли японские военные химическое оружие.